# Poncelet (Q141)
Pour les articles homonymes, voir Poncelet.
Le Poncelet est un sous-marin français de la classe 1 500 tonnes. Lancé en 1929, il appartient à la série M6. 
Le 7 novembre 1940, le capitaine de corvette Bertrand de Saussine, le commandant du sous-marin, se sacrifie pour empêcher que le sous-marin tombe aux mains de l'ennemi : il saborde le sous-marin et disparait avec lui dans la plus pure tradition des commandants de sous-marins

## Histoire

### Développement
Le Poncelet fait partie d'une série assez homogène de 31 sous-marins océaniques de grande patrouille, aussi dénommés « 1 500 tonnes » en raison de leur déplacement. Tous sont entrés en service entre 1931 (Redoutable) et 1939 (Sidi-Ferruch).
Longs de 92,30 mètres et larges de 8,10, ils ont un tirant d'eau de 4,40 mètres et peuvent plonger jusqu'à 80 mètres. Ils déplacent en surface 1 572 tonnes et en plongée 2 082 tonnes. Propulsés en surface par deux moteurs Diesel d'une puissance totale de 6 000 chevaux, leur vitesse maximum est de 18,6 nœuds. En plongée, la propulsion électrique de 2 250 chevaux leur permet d'atteindre 10 nœuds. Appelés aussi « sous-marins de grande croisière », leur rayon d'action en surface est de 10 000 nautiques à 10 nœuds et en plongée de 100 nautiques à 5 nœuds.
Mis en chantier le 3 mars 1927 avec le numéro de coque Q141, le Poncelet est lancé le 10 avril 1929, en même temps que son sister-ship, le Henri Poincaré, et mis en service le 1er septembre 1932.

### Seconde Guerre mondiale et combat du 7 novembre 1940
Il est affecté, au début de la Seconde Guerre mondiale, à la 6e division de sous-marins, basée à Brest, qu'il forme avec le Persée, l'Ajax et l'Archimède.
Patrouillant au large des Açores, où s'est réfugiée une partie de la flotte de commerce allemande, suspectée de servir de ravitailleurs aux U-Boote allemands, le Poncelet arraisonne un cargo. Il s'agit du cargo Chemnitz, qu'il capture le 28 septembre 1939 et qu'il conduit à Casablanca. Il rejoint ensuite Cherbourg avec le Persée pour carénage. Devant l'avance allemande, il quitte Cherbourg puis Brest le 18 juin à 18 h 30 avec le ravitailleur Jules Verne et treize sous-marins, dont le Persée, l'Ajax, le Casabianca et le Sfax. Ils arrivent à Casablanca le 23 juin. Après l'attaque de Mers el-Kébir par les Britanniques le 3 juillet, il patrouille le long de la côte marocaine avec le Sfax et le Casabianca.
Le 2 août, le Poncelet est transféré à Port-Gentil, au Gabon. Il est coulé au large de Port-Gentil, dans la baie du Cap Lopez, le 7 novembre 1940 lors de la bataille de Libreville par le sloop n britannique, le Milford. 
Au cours de la bataille, le Poncelet tire une torpille sur l'escorteur  Milford. La torpille passe sous le navire sans le percuter et n'explose donc pas. 
Une seconde torpille reste bloquée dans son tube, ce qui crée une voie d'eau. De plus, la torpille se met à dégager une fumée toxique. Le combat, ne peut plus continuer, l'aération du sous-marin devient impérative, et le commandant du sous-marin, le capitaine de corvette Bertrand de Saussine du Pont de Gault, ordonne l'abandon du combat et l'évacuation du sous-marin.
Une fois assuré que tous les hommes d'équipage étaient sains et saufs, en sécurité, afin d'empêcher que le sous-marin ne tombe aux mains de l'ennemi, Bertrand de Saussines se sacrifie, ouvre les purges et saborde son navire. 
Son camarade de promotion Honoré d’Estienne d’Orves, combattant dans les forces navales gaullistes, sera profondément affecté par la mort de son grand ami qui servait dans la marine de l’État français,.
L'épave du Poncelet n'a jamais été retrouvée.
La fin du Poncelet est relatée par l'écrivain Jean Noli dans son livre Le choix : les marins français au combat.